# Montfaucon-Montigné
Montfaucon-Montigné és un municipi francès situat al departament de Maine i Loira i a la regió de País del Loira. L'any 2007 tenia 1.805 habitants.

## Demografia

### Població
El 2007 la població de fet de Montfaucon-Montigné era de 1.805 persones. Hi havia 721 famílies de les quals 214 eren unipersonals (94 homes vivint sols i 120 dones vivint soles), 199 parelles sense fills, 263 parelles amb fills i 45 famílies monoparentals amb fills.
La població ha evolucionat segons el següent gràfic:
Habitants censats

### Habitatges
El 2007 hi havia 812 habitatges, 734 eren l'habitatge principal de la família, 20 eren segones residències i 58 estaven desocupats. 754 eren cases i 58 eren apartaments. Dels 734 habitatges principals, 557 estaven ocupats pels seus propietaris, 170 estaven llogats i ocupats pels llogaters i 8 estaven cedits a títol gratuït; 6 tenien una cambra, 28 en tenien dues, 99 en tenien tres, 215 en tenien quatre i 386 en tenien cinc o més. 510 habitatges disposaven pel capbaix d'una plaça de pàrquing. A 317 habitatges hi havia un automòbil i a 343 n'hi havia dos o més.

### Piràmide de població
La piràmide de població per edats i sexe el 2009 era:
| Homes | Edats   | Dones |
| ----- | ------- | ----- |
| 0     | 95 o +  | 0     |
| 0     | 90 a 94 | 0     |
| 8     | 85 a 89 | 16    |
| 0     | 80 a 84 | 4     |
| 8     | 75 a 79 | 20    |
| 12    | 70 a 74 | 20    |
| 4     | 65 a 69 | 16    |
| 16    | 60 a 64 | 12    |
| 12    | 55 a 59 | 20    |
| 16    | 50 a 54 | 24    |
| 16    | 45 a 49 | 20    |
| 12    | 40 a 44 | 4     |
| 12    | 35 a 39 | 12    |
| 32    | 30 a 34 | 32    |
| 16    | 25 a 29 | 16    |
| 8     | 20 a 24 | 28    |
| 8     | 15 a 19 | 8     |
| 8     | 10 a 14 | 8     |
| 24    | 5 a 9   | 16    |
| 28    | 0 a 4   | 16    |

## Economia
El 2007 la població en edat de treballar era de 1.108 persones, 888 eren actives i 220 eren inactives. De les 888 persones actives 837 estaven ocupades (471 homes i 366 dones) i 51 estaven aturades (16 homes i 35 dones). De les 220 persones inactives 94 estaven jubilades, 65 estaven estudiant i 61 estaven classificades com a «altres inactius».

### Ingressos
El 2009 a Montfaucon-Montigné hi havia 787 unitats fiscals que integraven 1.939 persones, la mediana anual d'ingressos fiscals per persona era de 16.633 €.

### Activitats econòmiques
Dels 63 establiments que hi havia el 2007, 5 eren d'empreses alimentàries, 1 d'una empresa de fabricació de material elèctric, 4 d'empreses de fabricació d'altres productes industrials, 10 d'empreses de construcció, 9 d'empreses de comerç i reparació d'automòbils, 1 d'una empresa de transport, 5 d'empreses d'hostatgeria i restauració, 4 d'empreses financeres, 4 d'empreses immobiliàries, 10 d'empreses de serveis, 6 d'entitats de l'administració pública i 4 d'empreses classificades com a «altres activitats de serveis».
Dels 23 establiments de servei als particulars que hi havia el 2009, 1 era una gendarmeria, 2 oficines bancàries, 2 tallers de reparació d'automòbils i de material agrícola, 2 paletes, 1 guixaire pintor, 4 fusteries, 2 lampisteries, 1 electricista, 4 perruqueries, 3 restaurants i 1 agència immobiliària.
Dels 6 establiments comercials que hi havia el 2009, 1 era un supermercat, 4 fleques i 1 una llibreria.
L'any 2000 a Montfaucon-Montigné hi havia 39 explotacions agrícoles que ocupaven un total de 1.032 hectàrees.

## Equipaments sanitaris i escolars
El 2009 hi havia 1 hospital de tractaments de mitja durada (seguiment i rehabilitació) i 1 farmàcia.
El 2009 hi havia 3 escoles elementals. Montfaucon-Montigné disposava d'un col·legi d'educació secundària amb 250 alumnes.

## Poblacions més properes
El següent diagrama mostra les poblacions més properes.